# Wiktar Bialkowicz
Wiktar Fiodarawicz Bialkowicz (biał. Віктар Фёдаравіч Бяльковіч, ros. Виктор Фёдорович Белькович, Wiktor Fiodorowicz Bielkowicz) – białoruski inżynier zoologii, kołchoźnik i polityk, deputowany do Rady Najwyższej Republiki Białorusi XIII kadencji, w latach 1996–2000 deputowany do Izby Reprezentantów Zgromadzenia Narodowego Republiki Białorusi I kadencji.

## Życiorys

### Młodość i praca
Urodził się 24 grudnia 1955 roku w Bobrujsku, w obwodzie mohylewskim Białoruskiej SRR, ZSRR. W 1985 roku ukończył Witebski Instytut Weterynaryjny, uzyskując wykształcenie inżyniera zoologii, w 1994 roku – Białoruski Uniwersytet Państwowy, uzyskując wykształcenie politologa. W latach 1975–1985 pracował jako starszy inżynier ds. techniki bezpieczeństwa pracy, pomocnik brygadzisty ds. hodowli zwierząt, brygadzista brygady zespołowej, główny zootechnik w Sowchozie Hodowli Zarodowej im. Kozłowa w rejonie żłobińskim. W latach 1985–1988 był sekretarzem komitetu partyjnego Komunistycznej Partii Białorusi w kołchozie im. Kalinina, przewodniczącym kołchozu „Czyrwonaja Zorka” w rejonie żłobińskim. Od 1988 do co najmniej 1995 roku pełnił funkcję dyrektora sowchozu „Pirewickij” w rejonie żłobińskim.

### Działalność parlamentarna
W pierwszej turze wyborów parlamentarnych 14 maja 1995 roku został wybrany na deputowanego do Rady Najwyższej Republiki Białorusi XIII kadencji ze Żłobińskiego Wiejskiego Okręgu Wyborczego Nr 95. 9 stycznia 1996 roku został zaprzysiężony na deputowanego. Od 23 stycznia pełnił w Radzie Najwyższej funkcję członka Stałej Komisji ds. Budżetu, Podatków, Banków i Finansów. Był bezpartyjny. Poparł dokonaną przez prezydenta Alaksandra Łukaszenkę kontrowersyjną i częściowo nieuznaną międzynarodowo zmianę konstytucji. 27 listopada 1996 roku przestał uczestniczyć w pracach Rady Najwyższej i wszedł w skład utworzonej przez prezydenta Izby Reprezentantów Zgromadzenia Narodowego Republiki Białorusi I kadencji. Pełnił w niej funkcję członka Komisji Agrarnej. Zgodnie z Konstytucją Białorusi z 1994 roku jego mandat deputowanego do Rady Najwyższej zakończył się 9 stycznia 2001 roku; kolejne wybory do tego organu jednak nigdy się nie odbyły.

## Życie prywatne
Wiktar Bialkowicz jest żonaty. W 1995 roku mieszkał we wsi Pirewicze w rejonie żłobińskim.